# جزر نجمي شاطئي
جزر نجمي شاطئي (الاسم العلمي:Astrodaucus littoralis) هو نوع من النباتات يتبع جنس الجزر النجمي من الفصيلة الخيمية.